# Hyadain的超特級友情
《Hyadain的超特級友情》（日语：ヒャダインのじょーじょーゆーじょー），是日本男音樂家、創作歌手Hyadain的第2張單曲。2011年8月3日由Lantis發行。

## 解說
同名標題曲是Hyadain自前作《Hyadain的單單單☆單相思-C》以來，相隔4個月推出的最新單曲，也是2011年度推出的第2枚單曲。而且又再獲得2011年4月至9月愛知電視台、千葉電視台等UHF播放電視動畫《日常》作為後半季片頭主題曲使用。
至於該歌曲PV的拍攝跟前作一樣，於2011年7月20日Hyadain的niconico動畫官方帳號更新。而PV內容的主題是「其他力量」。而影片中出現的人除了Hyadain之外，還有許多演員演出。另一方面，在之前的作品中「Hyadal子」的角色原本是起用麻生夏子擔任，但是這次則是起用了桃色幸運草（現桃色幸運草Z）成員早見朱莉。還有，聲優下野紘及桃色幸運草Z經紀人川上晶也在歌曲PV中友情演出。伴舞請☆擔任，是從『Hyadain的單單單☆單想試了』舞者人選的公開徵選比賽中獲得優勝。而PV內容是具有馬戲團為主題的內容。此外，下野友情演出稱讚認為這是一個有趣的PV。
至於B面的第2曲目「Hyadal子的超特級友情」，與前作的B面收錄歌曲「Hyadal子的單單單☆單相思-F」一樣，將Hyadain的名字換成Hyadal子。而該歌曲的編曲人K.M也是從『Hyadain的單單單☆單想試了』編曲人選的公開徵選比賽中獲得優勝選出之後，將音樂編曲調整成古典音樂；而第3曲目「現充就只有這樣 feat.Discn星人」，是前作「Hyadain的單單單☆單相思-C」的Answer Song，此外PV也於2011年7月26日Hyadain的niconico動畫官方帳號更新。
後來，本作與前作「Hyadain的單單單☆單相思-C」的各個PV都在2011年8月7日發行的《日常Remix CD》中收錄。
另外，本作在東京、名古屋、大阪的所有8家店鋪舉辦了特典CD發行的紀念活動。
在Hyadain的精選專輯《20112012》中，另外收錄了桃色幸運草特別擔任主唱的「Hyadain與桃色幸運草的超特級友情」收錄。

### 主要記錄
2011年8月3日當日於Oricon日榜排行中獲得第13名。同年8月15日當日於Oricon週榜排行中獲得第18名，及Billboard JAPAN HOT 100獲得第41名、Billboard JAPAN Hot Singles Sales第17名、Billboard Hot Animation第5名（與前作一樣都在前5名之內）。單曲初次亮相時的銷售記錄是0.6萬枚，比前作減少約0.4萬枚。
2011年8月1日至同年8月7日Sound Scan的調查結果獲得第19名，2011年8月13日播出的COUNT DOWN TV獲得第32名。並在Tower Records新宿店擊敗水樹奈奈新曲「純潔悖論」登上第1名。
於DWANGO營運的2011年度排行榜中，獲得第78名、「★」第46名、「超！」第42名。
本作在iTunes Store也獲得「iTunes Rewind 2011」動畫部門Best Breakthrough Album的認證。

## 評價
WEB ANIME STYLE的和田評標題曲有很強的上升和下降之曲調的節奏，會使音調更加強烈。至於B面歌曲「現充就只有這樣 feat.Discn星人」評語是聽了讓人想到將口腔內的發出的聲音使用說話調變器合成器的改變之技術在唱歌。CDJournal評語「這首歌感覺就像是要將玩具箱翻出一樣，帶著充滿激情的快節奏。」。

## 收錄歌曲
所有歌曲由前山田健一作詞、作曲。
1. Hyadain的超特級友情 [4:10]
編曲：前山田健一
  - 愛知電視台、千葉電視台等UHF電視動畫《日常》後半季片頭主題曲

該歌曲是以「友情」作為主題，而且歌曲的PV也請了偶像組合桃色幸運草Z前成員早見朱莉參加[7]。歌曲的形象是從製作方要求作出「啪搭啪搭的聲音在敲打般一首歌」，因此前山田想到的是，營造出開心地在玩玩具箱之氣氛而將歌曲井然有序地製作完成[14]。
2. Hyadal子的超特級友情 [4:10]
編曲：K.M
3. 現充就只有這樣 feat.Discn星人（リア充ってこんなもんだっけ feat.ディスクン星人） [4:13]
編曲：前山田健一
是一首描述前作「Hyadain的單單單☆單相思-C」的後日談，該歌曲最後短語的旋律跟「Hyadain的單單單☆單相思-C」的副歌部分相同，歌詞方面是將「單相思」的部分改成了「彼此相思」。此外，該歌曲的製作概念是「在彼此相思的情況下，不一定會帶來幸福」[15]。內容描述雖然會成為生命中的初戀情人，但是和朋友談過之後，會發現和自己所認定的彼此相思之情況不一樣[16]。
該歌曲是前山田跟Discn星人從「Hyadain的單單單☆單相思-C」的比賽中贏得唱歌部門優勝而2人合作的樂曲[15]。
4. Hyadain的超特級友情（without Hyadain）（ヒャダインのじょーじょーゆーじょー（without ヒャダイン））
編曲：前山田健一
5. Hyadain的超特級友情（without Hyadal子）（ヒャダインのじょーじょーゆーじょー（without ヒャダル子））
編曲：前山田健一
6. Hyadain的超特級友情（off vocal）
7. 現充就只有這樣（off vocal）

## 外部連結
- Lantis官方網站的歌曲介紹頁面 （页面存档备份，存于） （日語）